# Nycteris parisii
Nycteris parisii es una especie de murciélago de la familia Nycteridae.

## Distribución geográfica
Se encuentra en Camerún Etiopía y Somalia.